# Яковец, Иван Иванович
Иван Иванович Яковец (род. 1923, Круподеринцы) — украинский советский деятель, председатель колхоза «Украина» Здолбуновского района Ровенской области. Депутат Верховного Совета СССР 6-го созыва.

## Биография
Родился в селе Круподеринцы. Образование среднее.
С 1941 по 1943 год воевал в советском партизанском отряде, участник Великой Отечественной войны.
В 1944—1952 годах — заведующий молокозавода; технический руководитель, технолог маслозавода; кладовщик пивзавода; директор районного пищекомбината в Ровенской области.
Член ВКП(б) с 1950 года.
В 1952—1954 годах — председатель исполнительного комитета Здолбуновского городского совета депутатов трудящихся; заместитель председателя исполнительного комитета Здолбуновского районного совета депутатов трудящихся Ровенской области; освобожденный секретарь партийной организации колхоза.
С 1954 года — председатель колхоза имени 70-летия Сталина (потом — «Украина») села Здолбица Здолбуновского района Ровенской области.
Потом — на пенсии.

## Награды
- орден Ленина (26.02.1958);
- орден Октябрьской Революции;
- орден Отечественной войны 2-й степени;
- медали.